# 李凤苞
李凤苞（1834年—1887年8月7日），字海客，号丹涯，原籍江苏句容，生于江苏崇明（今属上海市），清末外交家，曾任驻外公使。光绪七年（1881年）出任清朝首任驻奥国公使。

## 著作
- 《陆战新义》
- 《海战新义》
- 《布国兵船操练》
- 《铁甲船程式》
- 《使德日记》
- 《闻政汇编》

## 延伸阅读
[在维基数据编辑]
 《清史稿·卷446》，出自趙爾巽《清史稿》